# Distoleon insomnis
Distoleon insomnis is een insect uit de familie van de mierenleeuwen (Myrmeleontidae), die tot de orde netvleugeligen (Neuroptera) behoort. 
Distoleon insomnis is voor het eerst wetenschappelijk beschreven door Walker in 1853.